# Chasey Lain
Chasey Lain (ur. 7 grudnia 1971 w Newport) – amerykańska aktorka pornograficzna pochodzenia czirokeskiego. Jako pierwsza w historii podpisała kontrakt na wyłączność z Wicked Pictures. 2002 roku została uznana przez magazyn AVN jako jedna z 50. najlepszych gwiazd porno.

## Życiorys

### Wczesne lata
Urodziła się w Newport w Karolinie Północnej w rodzinie pochodzenia Czirokezów, holenderskiego, angielskiego i francuskiego. W młodym wieku pracowała jako striptizerka na Florydzie.

### Kariera w branży porno
Za namową aktorki porno Alexis De Vell, w wieku dwudziestu lat wyjechała na zachód. Zadebiutowała w parodii dla dorosłych czarnej komedii romantycznej Davida Lyncha Dzikość serca – Wild at Heart (1991). Następnie wzięła udział w pierwszym filmie, który przedstawiał operację powiększenia piersi The Original Wicked Woman (1993) dla Wicked Pictures. Kolejne filmy z jej udziałem to County Line (1993) i Real TIckeTS 1 (1994).
W 1994 podpisała kontrakt z Vivid Entertainment, gdzie odniosła sukces w Chasey Loves Rocco (1996), Chasey Saves The World (1996) w reżyserii Paula Thomasa i z własną serią Chasin’ Pink (1998). Spróbowała też swoich sił jako reżyserka filmu Deep Inside Chasey Lain (2002).
Po udziale w filmie Vivid Chasin’ Pink 6 (2002) z Monicą Sweetheart i Daniellą Rush, zrobiła sobie przerwę na dwa lata. W 2004 powrócił z Chasey’s Back z Randym Spearsem. W produkcji Black In White 2 (2005) nakręciła swoją pierwszą interrasową scenę z Mr. Marcusem. W lutym 2008 zmieniła firmę i rozpoczęła produkcję dla Hustler Video Chasey Lain: MILF Trainer z Jayem Lassiterem.

### Działalność poza przemysłem porno
Była uczestniczką imprezy w horrorze Opowieści z krypty: Władca demonów (Tales from the Crypt: Demon Knight, 1995) z Billym Zane, Williamem Sadlerem i Jadą Pinkett Smith. W komedii Treya Parkera Orgazmo (1997) wystąpiła jako Candi u boku Matta Stone’a. W dramacie sportowym Spike’a Lee Gra o honor (He Got Game, 1998) z Denzelem Washingtonem pojawiła się jako Buffy. Wystąpiła gościnnie w melodramacie Denial (1998) u boku Jonathanem Silvermanem i filmie dokumentalnym After Porn Ends 2 (2017). W kanadyjskim slasherze Evil Breed: The Legend of Samhain (2003) z udziałem Bobbie Phillips, Richarda Grieco, Ginger Lynn Allen i Jenny Jameson zagrała postać Amy. Była Pizzą Molly w telewizyjnym dreszczowcu erotycznym H.R. Blueberry’ego Lust Connection (2005) z Frankiem Harperem, Avy Scott i Monique Parent.
Stała się bohaterką piosenki zespołu Bloodhound Gang zatytułowanej „The Ballad of Chasey Lain” (1999). Była gościem programu Howarda Sterna (1999).

## Życie prywatne
Wyszła za mąż za Anthony’ego Case, z którym ma jedno dziecko.

## Nagrody i nominacje
| Rok  | Nagroda    | Kategoria                           | Film                      | Inni wykonawcy                                                                                  |
| ---- | ---------- | ----------------------------------- | ------------------------- | ----------------------------------------------------------------------------------------------- |
| 1995 | Hot d’Or   | Najlepsza amerykańska nowa gwiazdka | –                         | –                                                                                               |
| 1995 | XRCO Award | Najlepsza scena seksu grupowego     | New Wave Hookers 4 (1994) | Marc Wallice, TT Boy, Marilyn Martyn, Nick East, Tony Tedeschi, Mark Davis, Yvonne i Misty Rain |
| 2003 | AVN Award  | Hall of Fame                        | –                         | –                                                                                               |